# Elvenking
Az Elvenking egy olasz folk-metal/power metal zenekar.

## Az együttes története
Az Elvenkinget 1997-ben alapította két gitáros, Aydan and Jarpen, két régi jóbarát; mindketten a kemény zene és a népzene rajongói. 
A felállás a kezdeti időkben gyakran változott, ez a zenekar munkáját is hátráltatta. 
1998-ban Damnagoras, az énekes csatlakozik az együtteshez, a következő szeptemberben pedig a csapat tagja lesz a dobos Zender.
Már a kezdetektől fogva az Elvenking célja a power metal, a népzene és egyfajta különös hangzás vegyítése. Számos fellépés után az együttes rögzíti demóját To Oak Woods Bestowed címmel. A felvételen Damnagoras énekel és basszusgitározik is, mert az eredeti basszusgitáros zenei nézeteltérések miatt távozott.
A demó felkelti a vezető német AFM kiadó figyelmét, szerződést kötnek a zenekarral. Ez a kiadó egyengeti a Masterplan, az Annihilator, az Avantasia és az U.D.O. útját is.
Az Elvenking új basszusgitárosra tesz szert Gorlan személyében, aki Aydan és Jarpen régi ismerőse. Először csak session-zenész volt, de hamarosan az Elvenking „igazi” tagja lett.
Az első hivatalos album Heathenreel címmel került rögzítésre. A lemez borítója Travis Smith munkája, a logót pedig J.P. Fournier tervezte. 
Az album 2001. július 23-án jelent meg, hatalmas sikert aratva az egész metal-világban, több magazin és online-magazin (webzine) is a hónap lemezének választja. 
A "Heathenreel" megjelenése után az Elvenking Európaszerte koncertezik, olyan együttesekkel lépnek fel egy színpadon, mint a Blind Guardian, a Gamma Ray, az Edguy és a  Virgin Steele.
2002 augusztusában  Damnagorasnak, az énekesnek egészségügyi okok miatt ki kellett szállnia a zenekarból. Az új frontember Kleid lett, aki azonnal felvette a tempót. A népzenei vonal erősítésére Elyghen csatlakozott a zenekarhoz, aki a hegedűn és a billentyűkön játszik. Ebben a felállásban rögzítették a WYRD című albumukat, ami 2004. április 19-én jelent meg.
2004 végén Damnagoras, a korábbi énekes visszatért, és részt vesz a harmadik album felvételében, ami várhatóan 2006 januárjában jelenik meg The Winter Wake címmel.
2005. február 4-én az alapító gitáros Jarpen elhagyta a zenekart, így az Elvenking öttagúként folytatja pályafutását.
2007. A zenekar szeptember 14-én kiadja új lemezét, amely a zenekar első koncepciós albuma. A témája a halál körül forog, és leforgatták első klipjüket is The Divided Heart címmel.

## Diszkográfia
- To Oak Woods Bestowed demó (2000)
- Heathenreel (2001)
- Wyrd (2004)
- The Winter Wake (2006)
- The Scythe (2007)
- Red Silent Tides (2010)
- Era (2012)
- The Pagan Manifesto (2014)
- Secrets of the Magick Grimoire (2015)
- Reader of the Runes - Divination (2019)